# Noga mięczaków
Noga – u mięczaków, silnie umięśniony narząd ruchu lub przyczepienia do podłoża, położony na brzusznej stronie ciała. Jest w różnym stopniu odgraniczony od głowy. U głowonogów uległa znacznym przekształceniom. Służy do pełzania, pływania, zagrzebywania, a zredukowana noga mięczaków osiadłych – do przyczepiania się do podłoża. Noga porusza się dzięki ruchom rzęskowym lub falom skurczów mięśni.